# Fejervarya pulla
Fejervarya pulla là một loài ếch thuộc họ Ranidae.
Đây là loài đặc hữu của Malaysia.
Môi trường sống tự nhiên của chúng là đầm nước ngọt và đầm nước ngọt có nước theo mùa.